# Howard Chaykin
Howard Victor Chaykin (Newark, 7 ottobre 1950) è un fumettista statunitense.

## Biografia
Iniziò la sua carriera diciannovenne come assistente di Gil Kane, dal quale fu fortemente influenzato. I primi lavori autonomi di Chaykin sono stati per la DC Comics, con i disegni per l'adattamento di Fafhrd and the Gray Mouser di Fritz Leiber, su testi di Denny O'Neal, apparso su Sword of Sorcery. Successivamente pubblicò per la Marvel Comics, contribuendo al personaggio Killraven insieme a Neal Adams nel 1973 e creando il personaggio di Dominic Fortune sull'antologico Marvel Preview nel 1975.
Nel 1983 scrisse e disegnò per la First Comics una nuova serie, American Flagg!, ambientata nella Chicago del 2031. Nel 1986 scrisse e disegnò una miniserie per la DC Comics sull'Uomo Ombra, personaggio della letteratura pulp, ripreso sempre per la DC negli anni settanta da Denny O'Neal e Mike Kaluta, ma con ambientazione contemporanea. Sempre nel 1986 fu pubblicata dalla First una ambiziosa graphic novel, Time², ambientata a New York e nella quale Chaykin mescola il suo interesse per il jazz e i film noir ad elementi autobiografici.
Negli anni novanta Chaykin scrive per la DC Comics Twilight su disegni di Josè Luis Garzia-Lopez, scrive e disegna la miniserie Power & Glory per la Malibu, ma a metà del decennio abbandona progressivamente il mondo dei fumetti per dedicarsi alla scrittura televisiva.
Nel 2004 si dedica con David Tischman alla scrittura della serie Bite club disegnata da David Hahn.

## Opere
- American Flagg! (First Comics, 1983-1986)
- The Shadow, miniserie, 1-4 (DC Comics, 1986)
- Time²: The Epiphany (First Comics, 1986)
- Time²: The Satisfaction of Black Mariah (First Comics, 1987)
- Blackhawk, miniserie, 1–3 (DC Comics, 1988)
- Black Kiss (Vortex Comics, 1988-1989)
- Twilight, miniserie, 1–3 (DC Comics, testi, 1990)
- Power & Glory (Malibu, 1994)
- Batman: Dark Allegiances (DC Comics, 1996)
- Cyberella (DC Comics, 1996-1997)
- American Century, testi 1–27 (DC Comics, 2001–2003)
- Challengers of the Unknown, miniserie, 1–6 (DC Comics, 2004)
- Mighty Love (DC Comics, 2004)
- Bite Club, miniserie, testi 1–6 (DC Comics, testi, 2004)
- City of Tomorrow, miniserie, 1–6 (DC Comics, 2005)
- Century West (Buena Vista Lab, 2006)
- Blade, 1–8 (Marvel, 2006–2007)
- Guy Gardner: Collateral Damage (DC Comics, 2007)
- War Is Hell, miniserie, disegni (MAX Comics, 2008)
- Satellite Sam (Image, 2013-2015)
- Midnight Of The Soul (Image Comics, 2016)
- The Divided States of Hysteria (Image Comics, 2017)

## Riconoscimenti
- Premio Caran d'Ache al Salone Internazionale dei Comics (1982)